# St. Peter und Paul (Halverde)

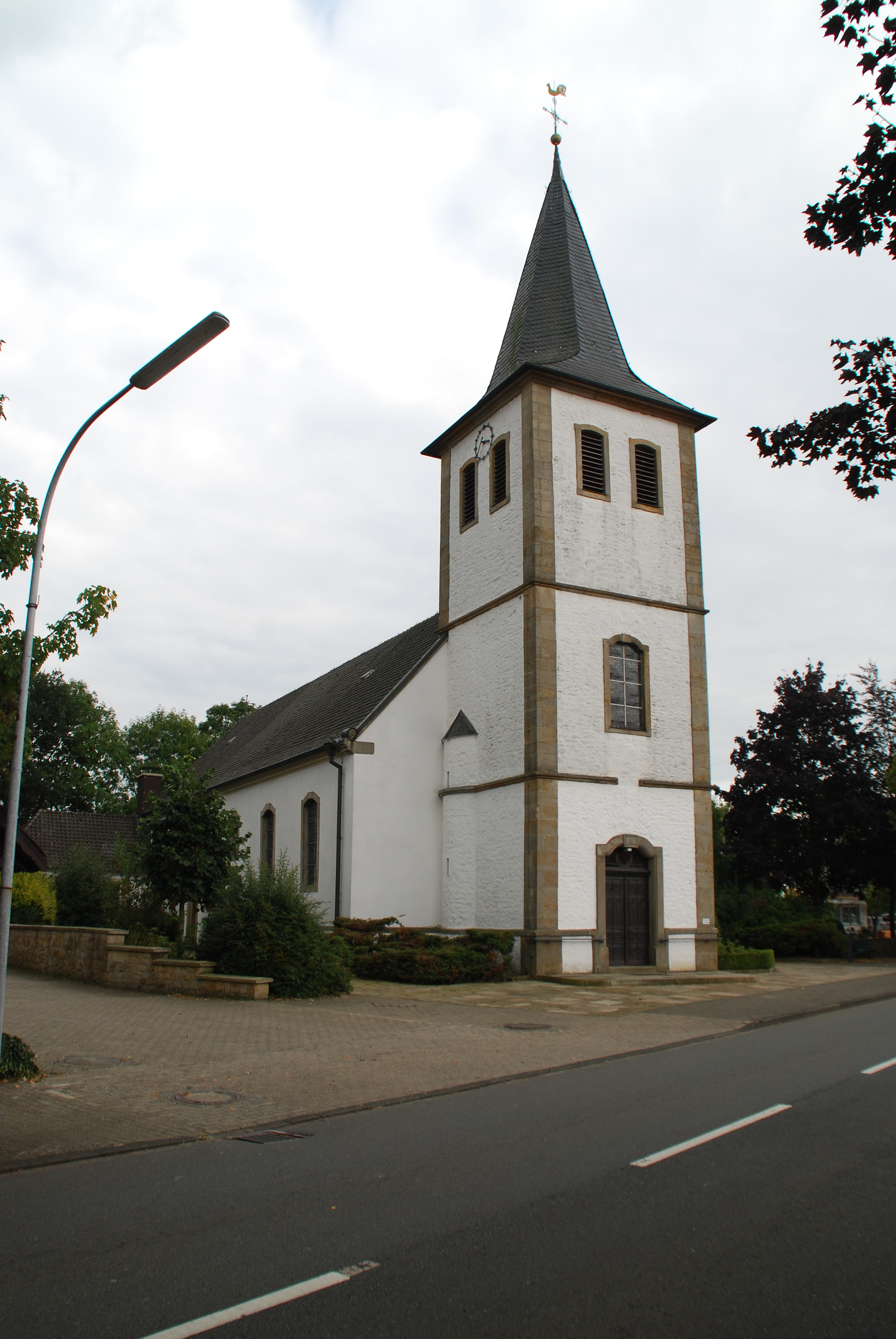
St. Peter und Paul

Die römisch-katholische Pfarrkirche St. Peter und Paul ist ein denkmalgeschütztes Kirchengebäude in Halverde, einem Ortsteil der Gemeinde Hopsten, in der westfälischen Region Tecklenburger Land (Kreis Steinfurt). In ihr befindet sich eine Gedenkstätte der in Halverde geborenen und später seliggesprochenen Schwester Maria Euthymia.

## Geschichte und Architektur
Das Kirchengebäude wurde 1788 mit der Erlaubnis des Königs von Preußen Friedrich Wilhelm II. errichtet, er genehmigte ein Bethaus ohne Turm. Die erste Messe wurde 1792 gefeiert. Seit 1824 ist die Gemeinde Pfarrei.
Die Kirche ist ein schlichter verputzter Bruchsteinsaal mit flachbogiger Holzdecke. Der 26 Meter hohe Westturm wurde 1854 angebaut, seine oberen Geschosse wurden nach einer Bezeichnung 1881 erneuert. Die älteste noch erhaltene Glocke wurde 1854 gegossen. Eine Wendeltreppe wurde 1954 in den Turm eingebaut. Eine Erweiterung des bis dato fünfachsigen Gebäudes um zwei weitere Achsen mit dreiseitig geschlossenem Chor (11,4 Meter) nach Osten, sowie der Anbau einer Sakristei erfolgten von 1959 bis 1963.
Am 4. November 2001 wurde die Gedenkstätte für Schwester Maria Euthymia, welche sich in einem ehemaligen Seitenausgang befindet, durch den Weihbischof Werner Thissen eingeweiht.

## Ausstattung
- Ein Hochaltar vom 18. Jahrhundert, mit dem Bild der heiligen Familie, ein Chronogramm ist durch den Tabernakel verdeckt.
- Die Kanzel, das Gestühl und die Kommunionbank wurden am Anfang des 19. Jahrhunderts angefertigt.
- Ein achteckiger Taufstein ist nach der Bezeichnung 1784 aus Ibbenbürener Sandstein hergestellt worden.
- Die Orgel wurde 1817 von Joachim Wenthin eingebaut;  1875 wurde sie erweitert. Der Prospekt ist mit Draperien und Vasen geschmückt, das Klangwerk wurde 1971 unter Verwendung der ehemaligen Register erneuert.[2][3]
- Die Mondsichelmadonna wurde nach 1945 aus privatem Besitz geschenkt.
- Die Strahlenkranzmadonna (Doppelmadonna) wurde in der ersten Hälfte des 18. Jahrhunderts geschnitzt.

### Figur der Apolliona
Während der Amtszeit von Pfarrer Theodor Rahfeldt, welcher von 1828 bis 1865 Pfarrer der Kirchgemeinde war, wurden vier Heiligenfiguren angeschafft. Eine der Figuren stellt die heilige Apollonia von Alexandria dar, welche auch als Schutzheilige der Zahnärzte gilt.

## Sonstiges
Zur Weihnachtszeit wird in der Kirche eine großzügige Krippenlandschaft errichtet, die sich über drei Ebenen erstreckt. Diese Tradition wurde von einem aus dem Ruhrgebiet zugezogenen Bau- und Möbelschreiner im Jahr 1932 begründet, der die seinerzeit in der Essener Franziskanerkirche aufgebaute Krippe zum Vorbild nahm. Die Figuren im Nazarenerstil wurden bei den Patres von St. Arnold bei Rheine beschafft. Von einer Gruppe gussgleicher Engel in unterschiedlicher Farbgebung trägt ein jeder je ein Spruchband mit dem Anfangsvers eines volkstümlichen Weihnachtsliedes. Zum ersten Januar, dem ehemaligen Fest der Beschneidung des Herrn, wird die Figur eines Leviten an die Krippe gestellt, ehemals direkt hinter die Christuskinddarstellung.
Auch findet zusätzlich zur Fronleichnamsprozession die sogenannte „Große Prozession“ am Sonntag nach Mariä Himmelfahrt statt, bei welcher sich ein überdurchschnittliches Brauchtum bezüglich Ausgestaltung der Segensaltäre und z. T. auch des Schmuckes des Prozessionsweges erhalten hat wie zum Beispiel das Errichten eines Triumphbogens. Der Baldachin der Gemeinde besitzt neogotische Kreuzblumen als Abschluss der Tragstöcke, der hellbeige Stoff ist wohl erneuert und hat außer einer umlaufenden Borte keine besondere Verzierung ornamentaler als auch figürlicher Art auf seiner Außenseite.

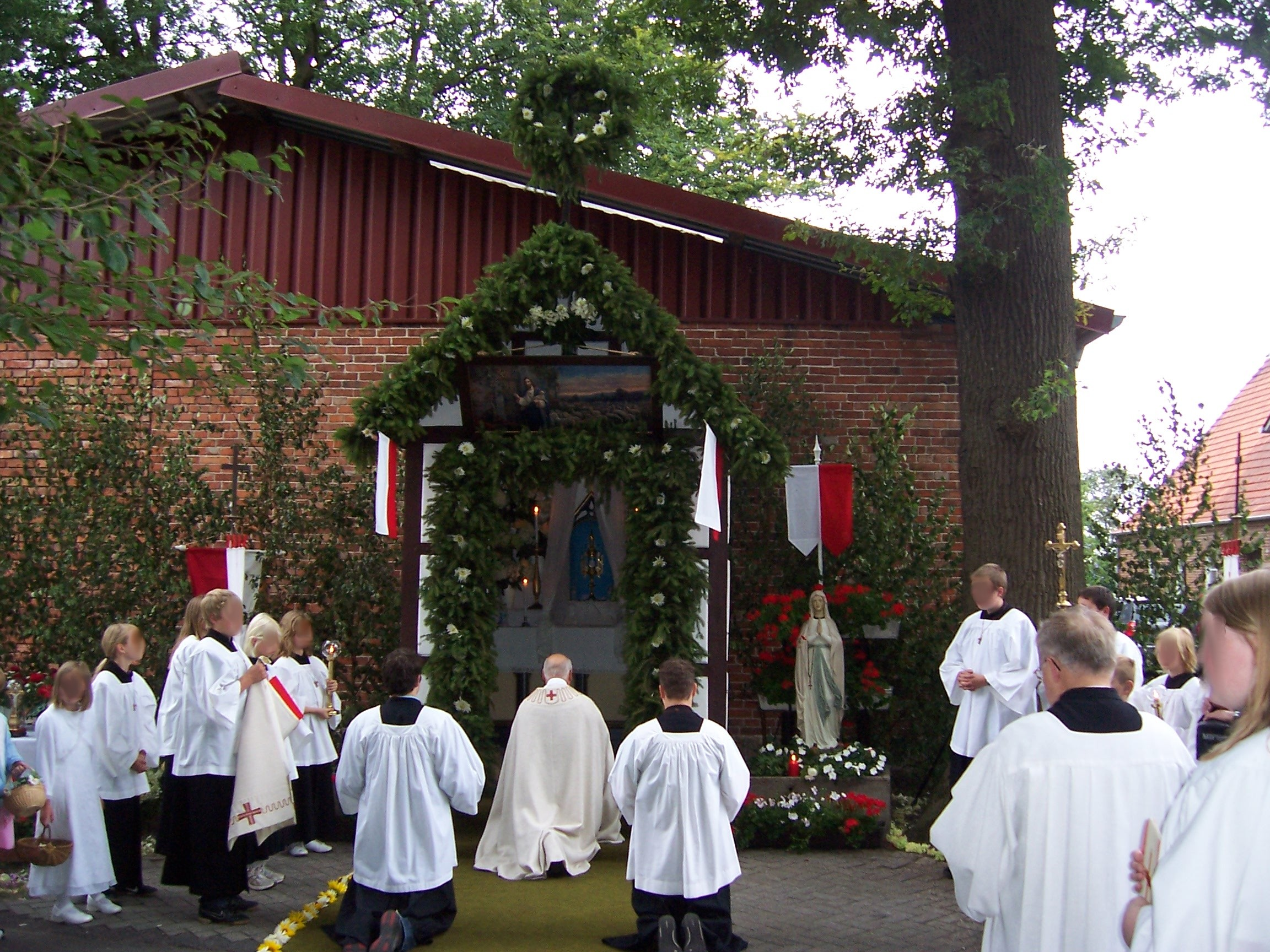
Segensaltar der „Großen Prozession“
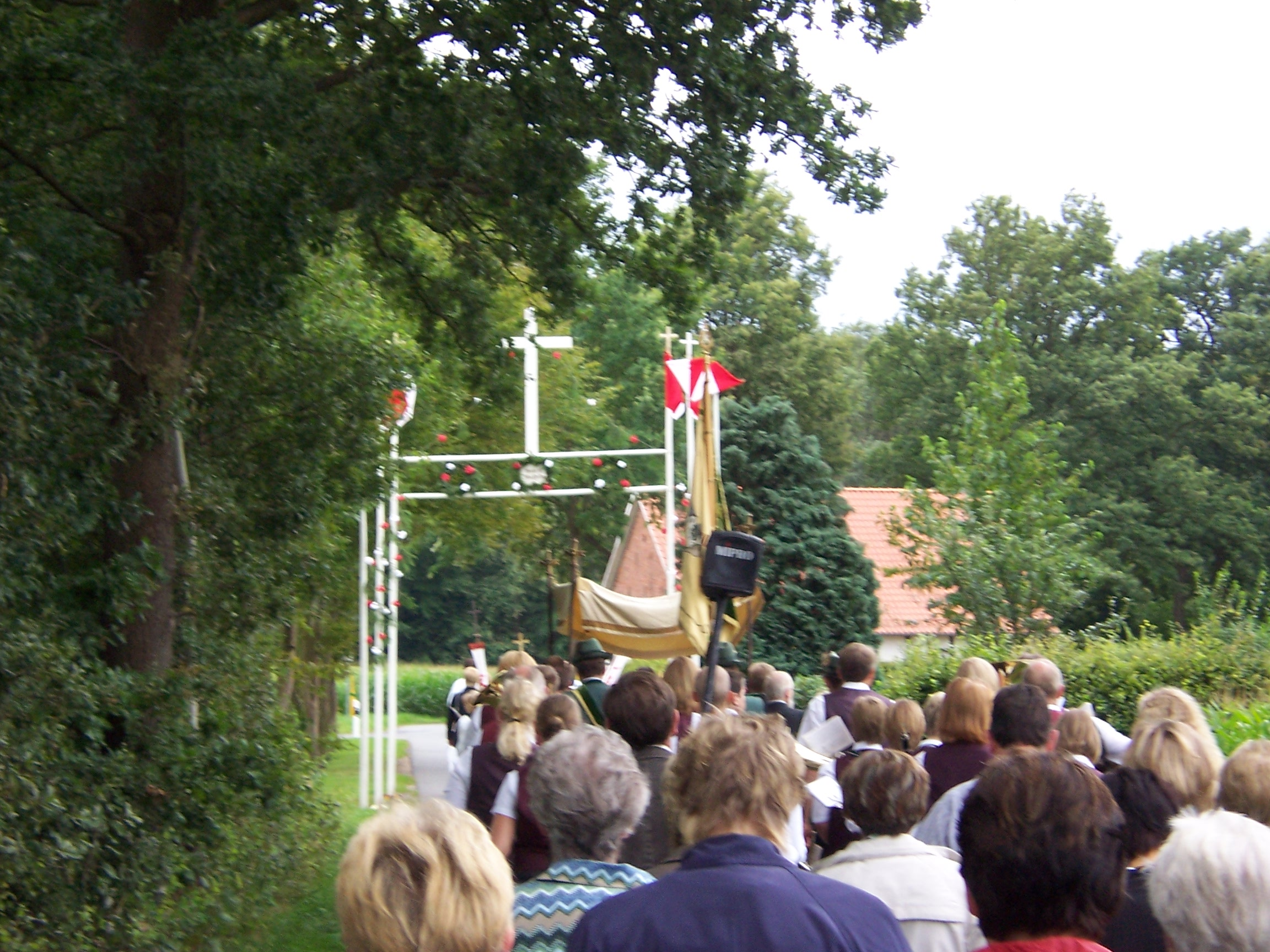
Triumphbogen der „Großen Prozession“
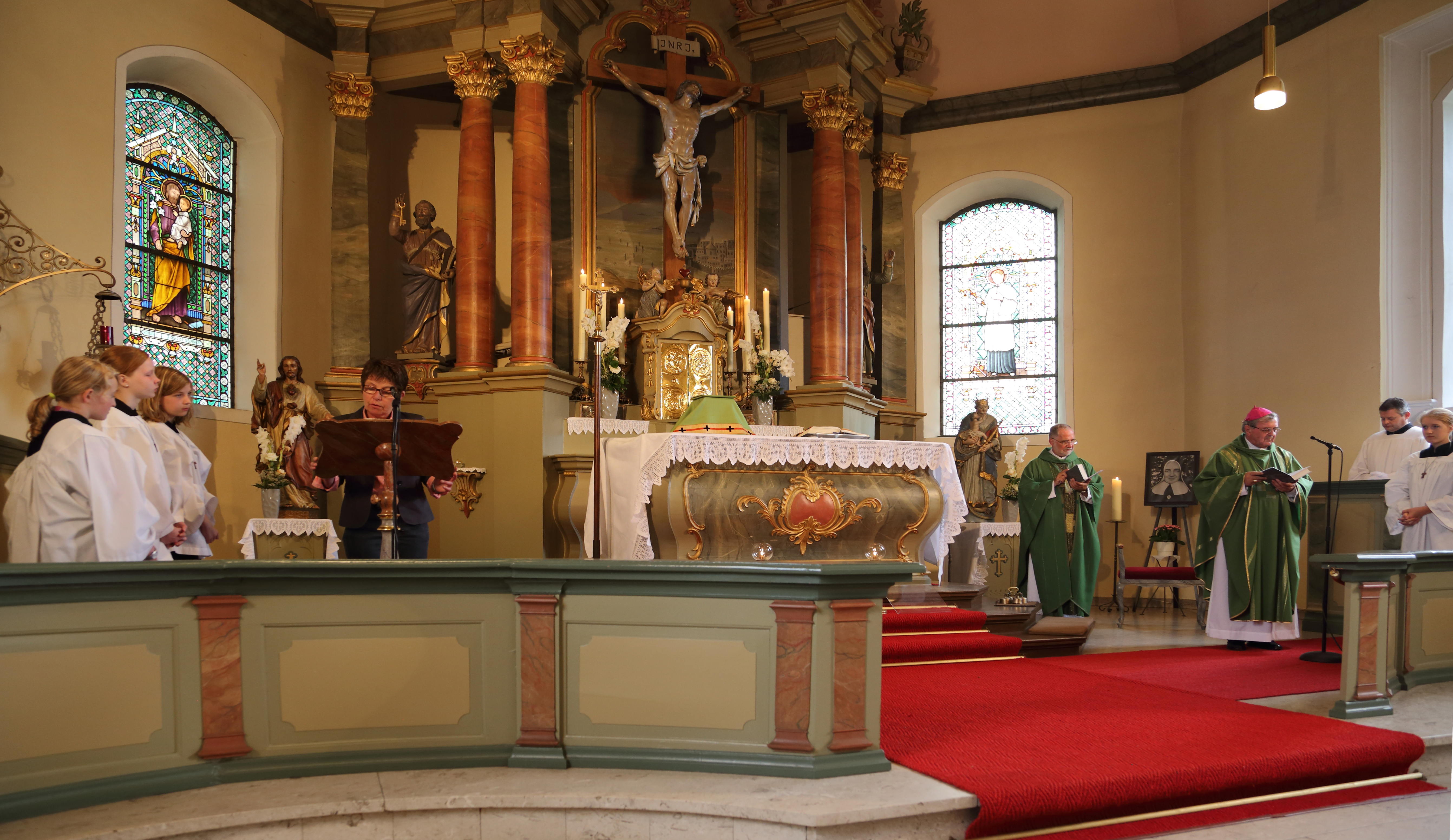
Hochamt am Euthymia-Tag
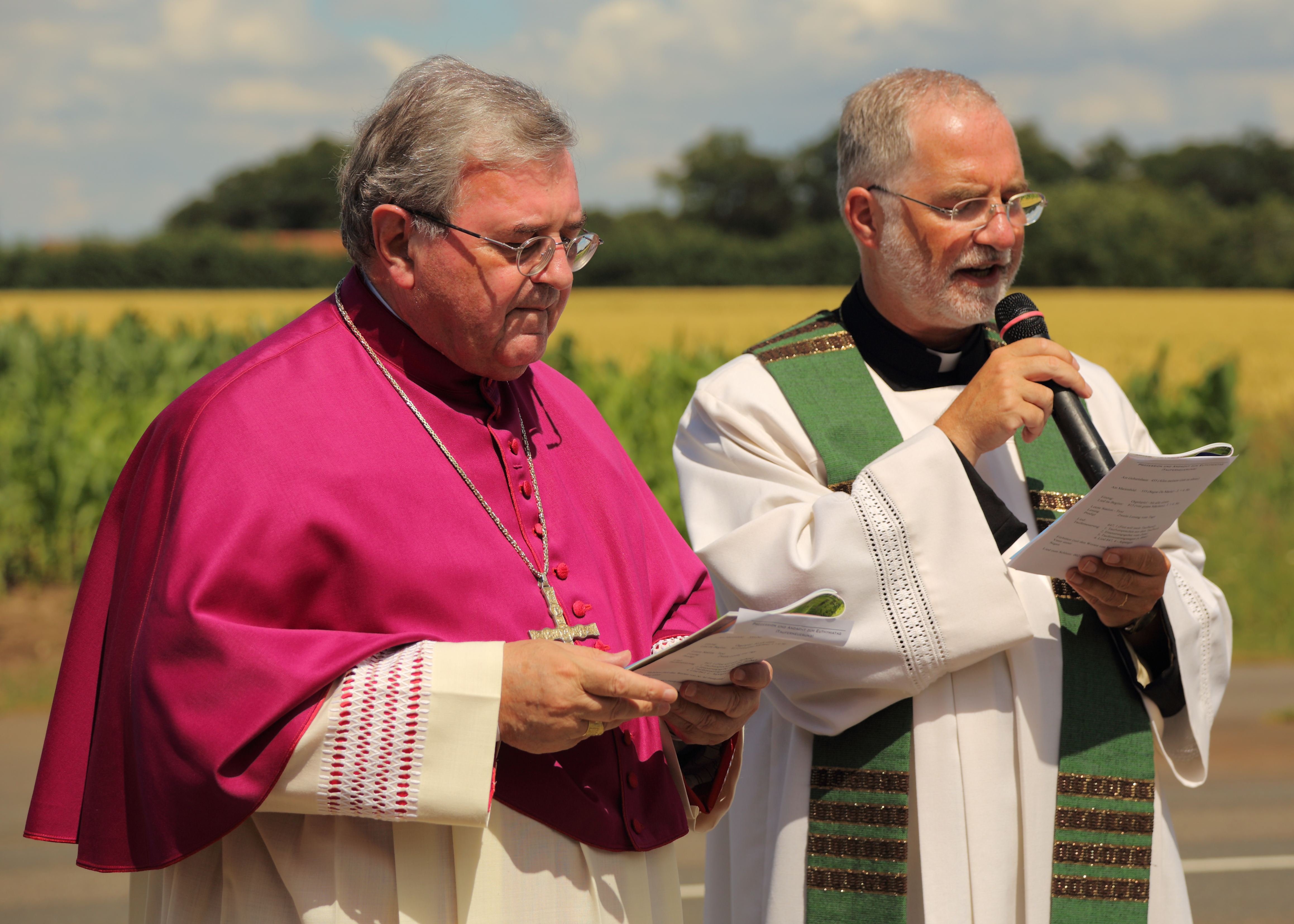
Der Halverder Pastor Peter van Briel (rechts) mit Bischof Heinrich Mussinghoff, dem Festprediger beim zweiten Euthymia-Tag 2014
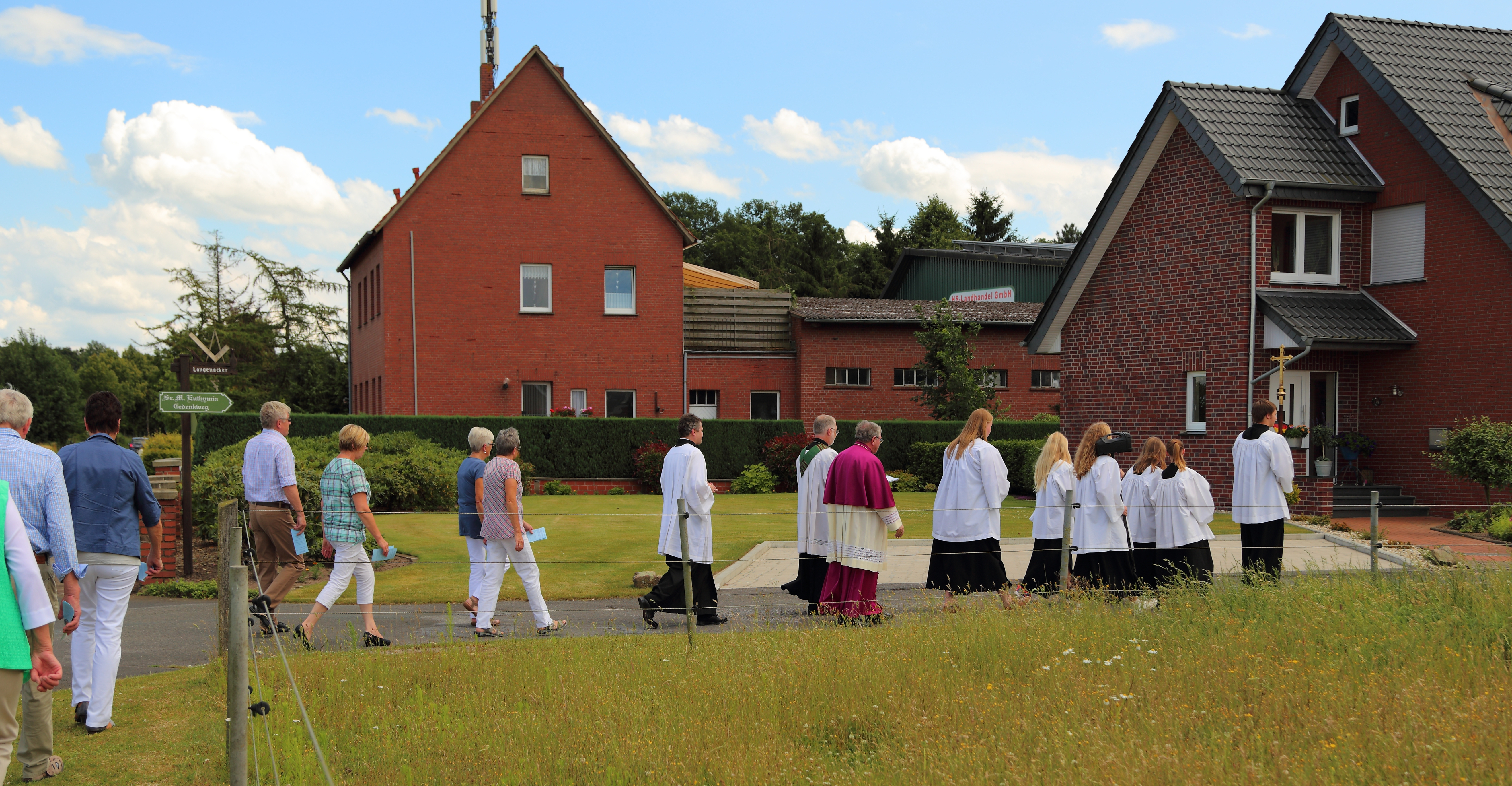
Prozession entlang des Schwester-Maria-Euthymia-Gedenkweges am Euthymia-Tag